# Muchorowo
Muchorowo – osada należąca do sołectwa Ruś, położona w Polsce, w województwie warmińsko-mazurskim, w powiecie olsztyńskim, w gminie Stawiguda.
W latach 1975–1998 miejscowość administracyjnie należała do województwa olsztyńskiego.